# القضاء الواقف
القضاء الواقف هو مصطلح قانوني يستعمل عامة للدلالة على أعضاء النيابة العامة ومساعديهم، وشاع استعمال المصطلح بسبب ممارسة الإدعاء العام لوظائفه من مرافعات وقيامهم بالأبحاث واستنطاق ذي الشبهة وهم وقوف.